# فورزا هوريزون 5
فورزا هوريزون 5 (بالإنجليزية: Forza Horizon 5)‏ هي لعبة سباق سيارات من تطوير شركة بلاي غراوند غيمز ونشر إكس بوكس غيم ستوديوز. تدور أحداث اللعبة في المكسيك وصدرت اللعبة في 9 نوفمبر 2021 على منصات مايكروسوفت ويندوز، إكس بوكس ون وإكس بوكس سيريس إكس وسيريس أس و بلايستيشن 5.

## بلاي ستيشن 5
سيتم إصدار لعبة فورزا هوريزون 5 على منصة بلاي ستيشن 5 في فصل الربيع هذا العام 2025.